# Nuestra parte de noche
Nuestra parte de noche es la cuarta novela de la escritora argentina Mariana Enríquez, publicada en 2019 por la editorial Anagrama. La obra fue galardonada con el 37º Premio Herralde de Novela, y entre las temáticas que aborda, se encuentran la relación entre padre e hijo, la herencia y los lazos de sangre, la muerte,  y el deseo, la espiritualidad, el poder y la impunidad.

## Argumento
En el Buenos Aires de 1981, durante la dictadura militar que acosaba a Argentina, Juan y su hijo Gaspar emprenden un abrupto viaje en coche hacia las Cataratas del Iguazú, tras la inesperada y poco clara muerte de la madre, Rosario, con el fin de escapar del crudo destino que eclipsa el futuro del pequeño.
La congregación secreta que recibe el nombre de la Orden, a la cual están atados por poderosos lazos familiares, tiene un objetivo fijo: conseguir la vida eterna a través de la preservación de la consciencia. Para ello, la Orden realiza periódicamente ceremonias que invocan a la Oscuridad a través del propio Juan, que ejerce como médium. A lo largo de la historia conocemos los brutales rituales y sangrientos sacrificios humanos que son la manera de mantener dicho vínculo y los conflictos que ello genera entre los personajes, así como la historia de la Orden y las principales familias asociadas, la Bradford y la Reyes, que se entretejen con los contextos políticos de Argentina e Inglaterra entre fines del siglo XIX y principios del XX, como el colonialismo británico, la Conquista del Desierto y los gobiernos militares argentinos. En esta realidad tan hambrienta como desgarradora, se libra una contienda contrarreloj por acallar las evidentes habilidades paranormales que Gaspar ha heredado. La narración de la historia, además, está divida en seis secciones de distinto registro narrativo (crónicas, narraciones en primera o tercera persona, etc.) y desde la perspectiva de distintos personajes. Cada una de estas secciones transcurre en un lapso distinto del período que va de 1960 a 1997 pero su ordenamiento no sigue la cronología.

## Temas centrales
- Relación entre padre e hijo: desde el comienzo del libro y en sus distintos momentos cronológicos asistimos a cómo Juan lucha desesperadamente por proteger a Gaspar de sufrir lo que él, al punto en que se plantea con frecuencia la posibilidad de hacer desaparecer al niño ante la desesperada situación.[5] Por otra parte, vemos distintas facetas de la relación entre ambos, cruzadas por el duelo de la muerte de Rosario, la enfermedad de Juan, el secreto ante el público y entre ellos, la orfandad a temprana edad, la violencia intrafamiliar, etc.
- Oscuridad: la Oscuridad aparece como una deidad trascendente e inmanente. En su carácter trascendente, cobra relevancia en su carácter ritual y en su relación inefable con lo humano, que se da a través del cuerpo de Juan cuando ejerce su rol de médium, en la Ceremonia. Asimismo, y sobre todo a través de parlamentos de Juan, se resalta el carácter inmanente al mundo de la Oscuridad, como el aspecto de mal y carencia de luminosidad (que puede entenderse como carencia de bien) presente en todas las cosas, tanto de día como de noche, y que habita en la complejidad de lo humano. Enríquez sintetiza esto con un epígrafe de Zora Neale Hurston: «Gods always behave like the people who make them» («Los dioses siempre se comportan como las personas que los crean»), motivo que es repetido en varias ocasiones por distintos personajes o por la voz narradora.[6]
- Muerte: la muerte impregna todo el libro en la forma de eventos puntuales, en la formación de las escenografías, como parte de los rituales y como contexto histórico general. En tanto la Orden se propone encontrar la manera de hacer que la consciencia personal sobreviva a la muerte del cuerpo, toda su filosofía y organización circunda una profunda reflexión sobre qué es la muerte y su valor.
- Espiritualidad: es el día a día de muchos de los personajes que conforman la historia. Se hace referencia a los espíritus de aquellos que encontraron la muerte en el primer mundo, así como en los rituales y talismanes que sirven como vía para comunicarse con ellos. Aparecen elementos espirituales tanto en lo que refiere a la Orden y su vínculo con la magia negra como en otros cultos de los que participan los personajes, como el de San La Muerte o las religiones umbanda y guaraníes.
- Sensualidad y deseo: se manifiestan de manera directa y fluida a lo largo de la historia. La autora muestra a los lectores otro lado de los personajes, su condición más humana y andrógina, la forma en la que interactúan entre ellos dejando entrever relaciones pasadas e intereses propios. La sexualidad fluida y libre aparece como un elemento muy importante de la preparación ritual y vinculación entre miembros de la Orden, lo que permite mostrar las perspectivas de diversos personajes, tanto Iniciados como externos, respecto de dichas vivencias.
- Poder y dinero: presentes no sólo en los momentos históricos en los que se desarrolla la novela y la historia de las familias principales, sino también dentro de la jerarquía ejercida en la Orden y entre esta y el resto de las personas que ignoran su existencia pero se hallan vinculadas indirectamente por los vínculos económicos y políticos de las familias que la dirigen con los gobiernos de turno.

## Recepción
El filólogo Gonzalo Pontón Gijón, uno de los integrantes del jurado del Premio Herralde, elogió a la novela diciendo que esta «desborda las convenciones del género para elevarse a la categoría de novela total, abierta a grandes asuntos». Asimismo, el escritor Juan Pablo Villalobos situó a la novela en lo que denominó «la tradición de la Gran Novela Latinoamericana» perteneciente al grupo «de obras tan disímiles, pero igualmente ambiciosas y desmesuradas, como Rayuela, Paradiso, Cien años de soledad o 2666». La escritora Laura Fernández para El País, considera que Nuestra parte de noche se encuentra enmarcada dentro de la nueva literatura de lo paranormal, junto con libros de autoras de lengua castellana como Distancia de rescate de Samanta Schweblin o Malasangre, de Michelle Roche Rodríguez, así como con la autora rusa Anna Starobinets o la estadounidense Carmen María Machado. Mientras tanto, otros consideran que hace parte del llamado "nuevo gótico latinoamericano".

### Galardones
- 2019: Premio Herralde de Novela[10]
- 2019: Premio Kelvin 505 a la «Mejor novela original en castellano»[11]
- 2019: Premio Celsius a la «Mejor novela de ciencia ficción, terror o fantasía escrita en español»[12][13]
- 2019: Premio de la Crítica en Narrativa[14][15]